# Body horror

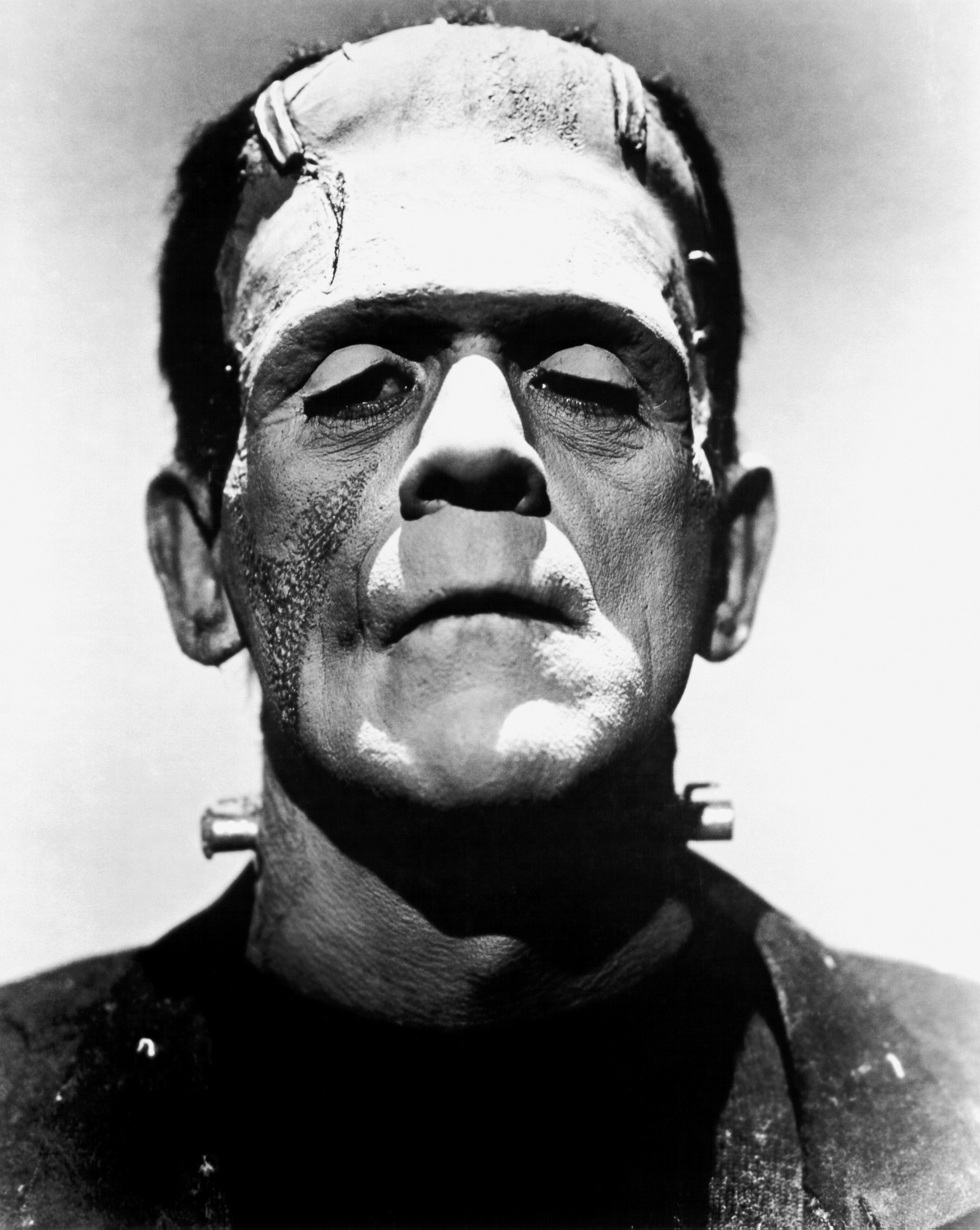
Le monstre de Frankenstein est considéré comme l'un des premiers exemples de body horror.

Le body horror (littéralement « horreur corporelle »), ou biological horror (« horreur biologique »), est un sous-genre de l'horreur qui expose intentionnellement des violations graphiques ou psychologiquement perturbantes du corps humain. Ces violations peuvent se manifester par des rapports sexuels jugés aberrants, des mutations, des mutilations, des zombifications, de la violence gratuite, des maladies ou encore mouvements non naturels du corps. Le body horror était à l'origine employé pour décrire un sous-genre des films d'horreur émergeant en Amérique du Nord mais ses racines remontent à la littérature gothique et sa définition a été élargie pour inclure d'autres médias.

## Caractéristiques
Selon la professeure de cinéma Linda Williams (en), le body horror est l'un des trois genres « bruts » (gross) ou « genres de l'excès » (genres of excess) avec la pornographie et le mélodrame. Williams explique que le succès de ces genres « est souvent mesuré par le degré de mimétisme par le public de ce qu'il voit à l'écran ». Par exemple, les spectateurs peuvent expérimenter des sentiments de terreur via l'horreur, de compassion via le mélodrame ou encore d'excitation sexuelle via la pornographie. Le body horror se concentre spécifiquement sur les limites du corps humain et ses capacités à se transformer.
Le body horror chevauche souvent d'autres sous-genres de l'horreur, tout en restant distinct. Ainsi, si des éléments de mutilation sont présents dans le body horror, d'autres sous-genres similaires tels que le slasher, le gore ou encore les films de monstre horrifiques peuvent également les mettre en scène mais ils diffèrent dans leurs messages et intentions. Une différence commune aux œuvres liées au body horror est que les violations et distorsions du corps ne sont que rarement le résultat d'une violence immédiate ou initiale. Elles sont plus généralement le fait d'une perte de contrôle consciente sur le corps par le biais de mutations, maladies ou d'autres facteurs impliquant une transformation incontrôlée. Le genre peut provoquer d'intenses sentiments de dégoût physique ou psychologique, et joue sur l'anxiété liée à la vulnérabilité physique. En plus de certaines caractéristiques empruntées au genre principal de l'horreur, certaines sont spécifiques au sous-genre du body horror telles que l'invasion, la contagion, la mutation, la transformation ou métamorphose, la maladie, la mutilation et d'autres distorsions violentes et non naturelles du corps humain.

## Histoire
Le genre du body horror a été décrit par Philip Brophy dans un article de 1983 intitulé The Textuality of the Contemporary Horror Film (La textualité du film d'horreur contemporain) sans que le terme ne soit cependant utilisé comme tel. Le réalisateur et critique de cinéma est en effet le premier à relever l'émergence d'un sous-genre lors d'un court âge d'or du film d'horreur contemporain mettant en scène « la destruction du Corps » et « la peur de son propre corps ». Si Brophy ne parle uniquement que d'une tendance cinématographique, le réalisateur Stuart Gordon note que le body horror a existé avant son adaptation sur grand écran, en particulier en littérature de fiction,.

### Littérature
Le livre Frankenstein ou le Prométhée moderne de Mary Shelley (Frankenstein; or, The Modern Prometheus, 1818) est considéré comme l'un des premiers exemples du sous-genre du body horror en littérature,. Le succès de l'horreur gothique au XIXe siècle combinée à la naissance de la science-fiction en tant que forme littéraire serait à l'origine du body horror littéraire. L'universitaire Jack Halberstam explique qu'en « se concentrant sur le corps en tant que lieu de peur, le roman de Shelley suggère que ce sont les individus (ou du moins les corps) qui terrifient les individus (...) le paysage de la peur est remplacé par une peau suturée ».

### Cinéma

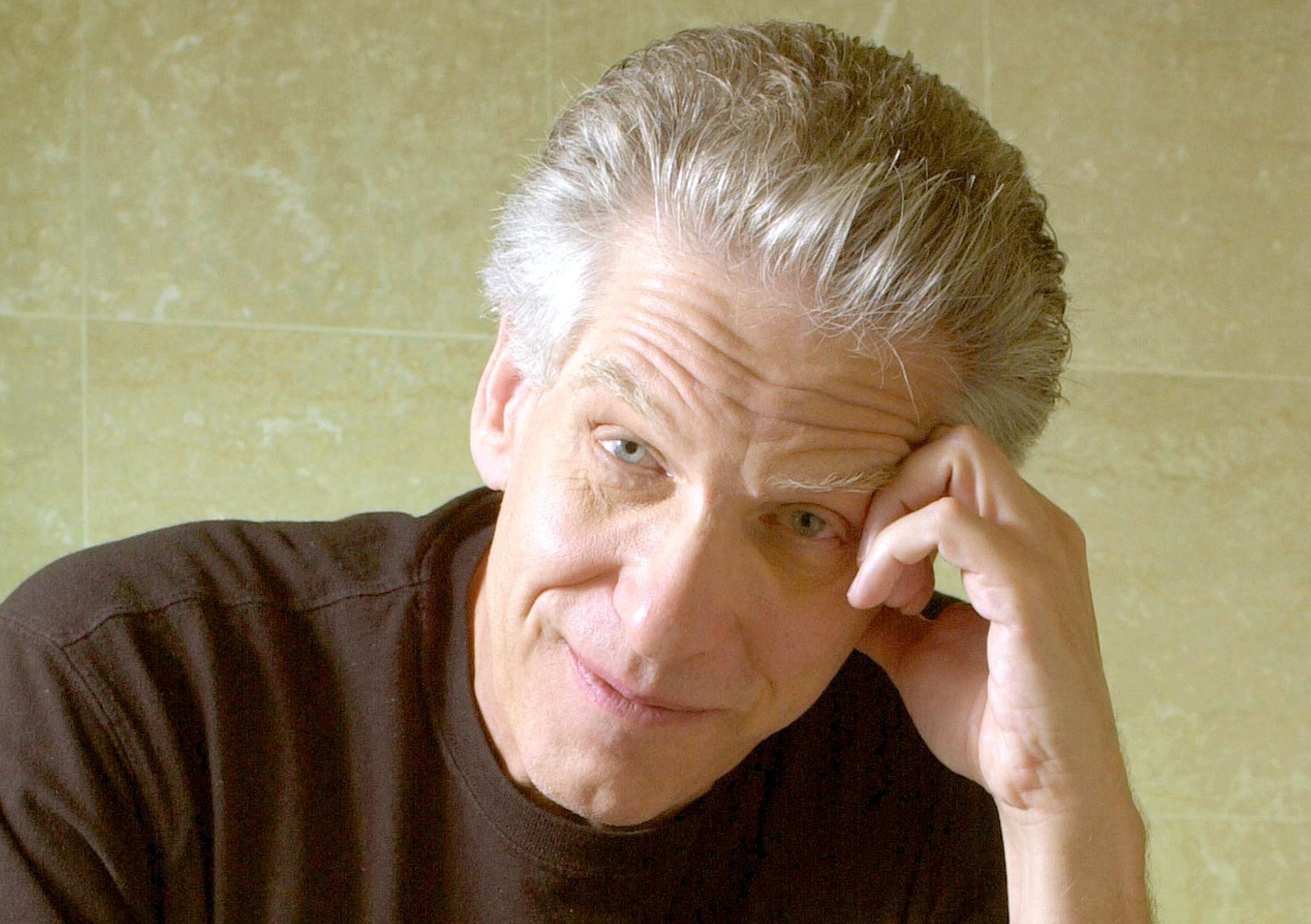
De nombreux films de David Cronenberg sont considérés comme des classiques du genre.

Le réalisateur canadien  David Cronenberg est considéré comme le principal initiateur du genre au cinéma à travers ses premiers longs métrages Frissons (Shivers, 1975), Rage (Rabid, 1977) et, plus tard, La Mouche (The Fly, 1986),. Cependant, certaines caractéristiques du body horror existaient au cinéma antérieurement à sa reconnaissance officielle en tant que genre, notamment dans certains films d'horreur américains des années 1950 tels que Danger planétaire (The Blob de Irvin S. Yeaworth Jr. (en), 1958) et La Mouche noire (The Fly de Kurt Neumann, 1958) dont Cronenberg a réalisé le remake. Ces deux films ont établi la norme du genre en se concentrant principalement sur les mutilations physiques et leur effets spéciaux viscéraux. De nombreux films d'horreur contemporains (produits après 1968), y compris ceux relevant du body horror, sont considérés comme postmodernistes en opposition aux films d'horreur classiques. Le postmodernisme ayant pour particularité de brouiller les frontières entre les catégories, les délimitations entre les genres sont cela dit difficiles à établir.
Le body horror est largement représenté dans l'horreur japonaise ainsi que les médias japonais contemporains, tels que les anime à l'instar du film Akira (1988) de Katsuhiro Ōtomo, l'un des premiers exemples du genre dans l'animation. Le film utilise alors le genre pour explorer « la notion du corps adolescent comme site de métamorphose, une métamorphose qui peut apparaître monstrueuse à la fois au personnage qui le subit et au monde extérieur ».

### Bande dessinée
De nombreux auteurs de mangas, ou mangakas, tels que Junji Itō, sont spécialisés dans le genre horrifique et utilisent les caractéristiques du body horror combinées aux techniques de narration de l'horreur japonaise. Fortement influencée par la littérature d'H. P. Lovecraft, l'œuvre d'Ito met en scène une horreur corporelle à la fois esthétique et narrative afin de provoquer des sentiments de terreur abjecte. A contrario, le cartooniste canadien Michael DeForge incorpore régulièrement des aspects de body horror dans son œuvre mais visuellement et narrativement moins choquants.

## Influences et réception

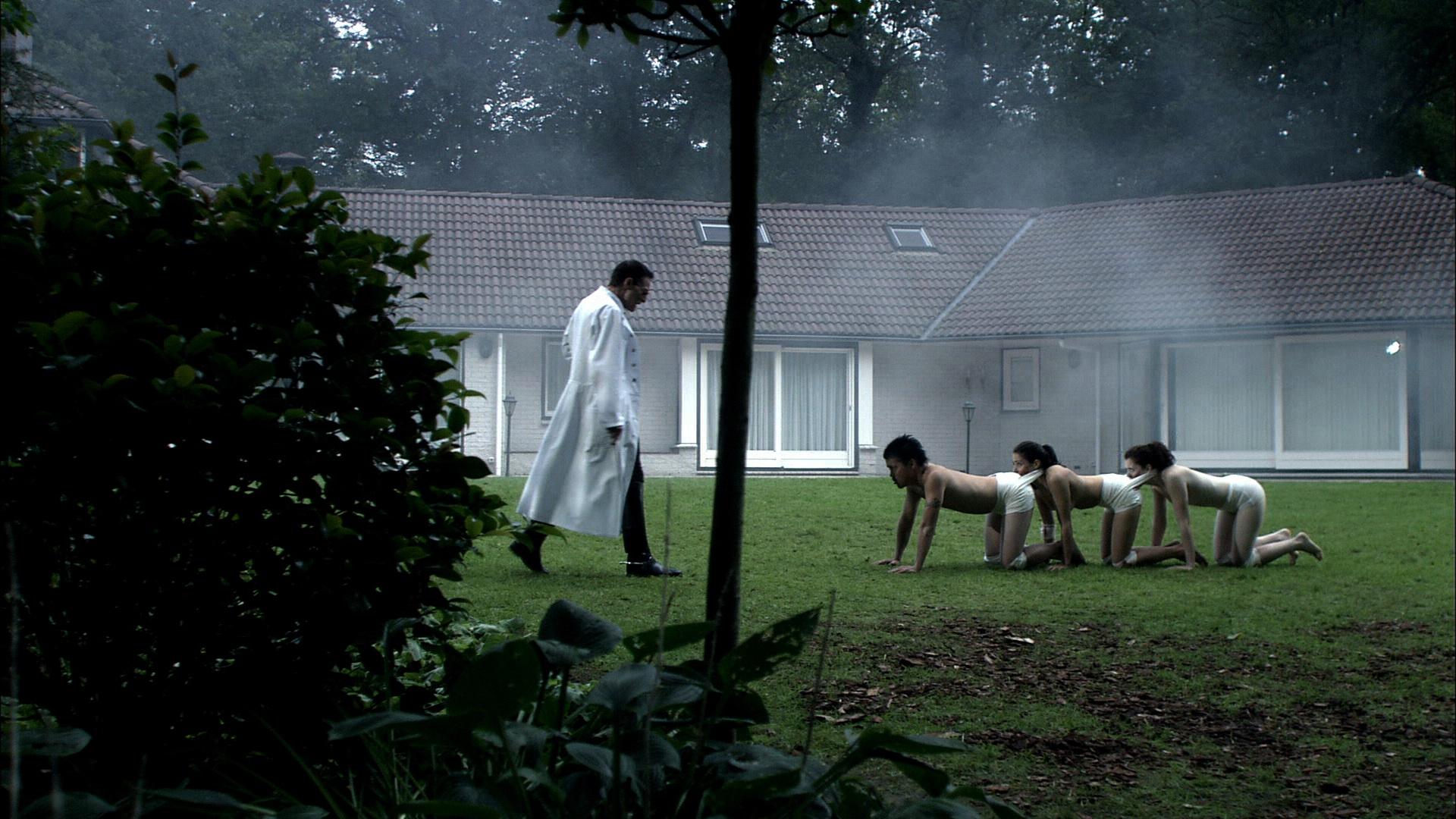
Image issue du film The Human Centipede. On peut y voir le human centipede ou mille-pattes humain en train d'être dressé par le docteur Heiter.

Depuis le XVIIIe siècle, le genre de l'horreur connait une certaine popularité auprès des lecteurs mais a été violemment rejeté par les critiques voyant dans ses thématiques une menace et un danger pour la société.
Mettant en scène une violence graphique parfois jugée gratuite et des thématiques considérées comme tabou, les œuvres liées au body horror sont souvent censurées ou bannies dans de nombreux pays. Par exemple, The Human Centipede (Tom Six, 2009) et ses suites ont été qualifiés de « torture porn » et très décriés pour leur « représentation excessive, gratuite et abusive de perversion sexuelle destructrice. Cette appréciation s'est confirmée lorsque plusieurs pays - comme le Royaume-Uni et l'Australie - ont officiellement banni sa suite dans sa version non censurée ».
Les films et autres médias qui relèvent du sous-genre du body horror reflètent une anxiété sociétale corporelle spécifique et peuvent sous entendre un commentaire social sur l'histoire et influencer la culture contemporaine.

## Œuvres et auteurs relevant dubody horror

### Cinéma
Cette liste n'a pas pour vocation d'être exhaustive mais recense les ambassadeurs les plus connus du genre.
- L'Invasion des profanateurs de sépultures (Invasion of the Body Snatchers, 1956) de Don Siegel et les autres adaptations du roman de Jack Finney (1955) : L'Invasion des profanateurs (Invasion of the Body Snatchers, 1978) de Philip Kaufman, Body Snatchers (Body Snatchers, 1993) d'Abel Ferrara et Invasion (The Invasion, 2007) de Oliver Hirschbiegel[23]
- Danger planétaire (The Blob, 1958) de Irvin S. Yeaworth Jr. (en) ainsi que sa suite, Attention au blob ! (Beware! The Blob, 1972) de Larry Hagman, et son remake Le Blob (The Blob, 1988) de Chuck Russell[13]
- La Mouche noire (The Fly, 1958) de Kurt Neumann, ses suites Le Retour de la mouche (Return of the Fly, 1959) de Edward Bernds et La Malédiction de la mouche (Curse of the Fly, 1965) de Don Sharp, et ses remakes La Mouche (The Fly, 1986) de David Cronenberg et La Mouche 2 (The Fly II, 1989) de Chris Walas[13]
- Rosemary's Baby (1968) de Roman Polanski[24]
- les films de David Cronenberg : Frissons (Shivers, 1975)[11], Rage (Rabid, 1977)[11], Chromosome 3 (The Brood, 1979)[25], Scanners (1981)[26], Videodrome (1983)[27], La Mouche (The Fly, 1986)[11], Faux-semblants (Dead Ringers, 1988)[28], Le Festin nu (The Naked Lunch, 1991)[29], EXistenZ (1999)[29] et Les Crimes du futur (2022)
- Eraserhead (1977) de David Lynch[26]
- la saga Alien initiée au cinéma en 1979 par Ridley Scott[1]
- Le Loup-garou de Londres (An American Werewolf in London, 1981) de John Landis[30]
- Possession (1981) d'Andrzej Żuławski[31]
- The Thing (1982) de John Carpenter[26] et sa préquelle réalisée par Matthijs van Heijningen Jr. en 2011[32]
- la franchise Evil Dead initiée au cinéma en 1982 par Sam Raimi[25]
- Re-Animator (1985) de Stuart Gordon et ses suites, Re-Animator 2 (1990)  et Beyond Re-Animator (2003), tous deux de Brian Yuzna[32]
- les premiers films de Peter Jackson : Bad Taste (1987) et Braindead (1992)[33]
- la franchise Hellraiser initiée au cinéma en 1987 par Clive Barker[34]
- Akira (1988) de Katsuhiro Ōtomo[15]
- Tetsuo (1989) de Shin'ya Tsukamoto[26]
- L'Échelle de Jacob (Jacob's Ladder, 1990) d'Adrian Lyne[35]
- les films de Takashi Miike : Audition (1999)[36] et Ichi the Killer (2001)[36]
- Martyrs de Pascal Laugier en 2008
- la saga The Human Centipede initiée par Tom Six en 2009[21]
- Under the Skin (2013) de Jonathan Glazer[36]
- Tusk (2014) de Kevin Smith
- les films de Julia Ducournau : Grave[37] (2016) et Titane[38] (2021)
- Annihilation (2018) d'Alex Garland[39]
- Suspiria (2018) de Luca Guadagnino[24]
- Masking Threshold (2021) de Johannes Grenzfurthner[40],[41]
- The Substance (2024) de Coralie Fargeat

### Littérature
Dans son introduction au livre The Mammoth Book of Body Horror (2012) de Marie O'Regan et Paul Kane, le réalisateur Stuart Gordon explique que « le body horror était parmi nous bien avant qu'il y ait des films ». Le livre propose une liste d'auteurs littéraires pouvant relever du genre :
- Mary Shelley
- Edgar Allan Poe
- H. P. Lovecraft
- John W. Campbell
- George Langelaan
- Richard Matheson
- Stephen King
- Clive Barker
- Robert Bloch
- Ramsey Campbell
- Brian Lumley
- Nancy A. Collins
- Richard Christian Matheson
- Michael Marshall Smith
- Neil Gaiman
- James Herbert
- Christopher Fowler
- Alice Corbin Henderson
- Graham Masterton
- Gemma Files (en)
- Simon Clark
- Barbie Wilde
- David Moody (en)
- Axelle Carolyn
- Tony Vilgotsky (en)
- Conrad Williams
- H. G. Wells

Selon Xavier Aldana Reyes, auteur du livre Body Gothic (2016), d'autres noms peuvent être ajoutés :
- Poppy Z. Brite
- Kathe Koja
- Dennis Cooper
- Bret Easton Ellis

### Bande dessinée
- X-Men (1963) de Stan Lee et Jack Kirby, où certaines mutations entraînent des changements physiologiques parfois monstrueux[42]
- Visible Man (1978) de Pat Mills et Carlos Trigo publié dans la revue 2000 AD, où un homme voit sa peau devenir transparente après un accident[réf. nécessaire]
- Parasite (1988) de Hitoshi Iwaaki, où des organismes aliens prennent possession du corps des humains et les modèlent à leur convenance[43]
- Black Hole (1995) de Charles Burns, où une maladie sexuellement transmissible confère à des adolescents de grotesques mutations physiques[44]
- Made in Abyss (2012) de Akihito Tsukushi, où s'aventurer trop loin dans un gouffre provoque d'étranges mutations[45]

### Jeu vidéo
Depuis la fin des années 1990, les expérimentations humaines, la recherche médicale et les infections sont devenues des thématiques très abordées dans le monde des jeux vidéo, ce qui les rapproche du genre du body horror.
- la série Resident Evil (1996) créée par Shinji Mikami et Tokuro Fujiwara, où une compagnie pharmaceutique utilise un virus mutagène pour produire des monstres (zombies, hybrides et mutants) vendus comme armes[46]
- la série Fallout (1997) créée par Tim Cain, où les différentes espèces ayant survécu à une catastrophe nucléaire subissent des difformités physiques liées aux radiations[47]
- la série Half-Life (1998), où des humains sont parasités et leurs corps subissent transformations et mutations[réf. nécessaire]
- la série Parasite Eve (1998) de Takashi Tokita, basé sur le roman du même nom, où des mitochondries mutantes contaminent des humains leur donnant des attributs non-humains[48]
- la série BioShock (2007) de Ken Levine, où une drogue fait muter et rend fous les humains[49]